# 圣母领报
聖母領報（英語：Annunciation），在古老教曆中又称聖子降孕瞻禮、救贖之始節、基督成胎節，聖公宗称童貞女馬利亞聞報，其他新教稱天使報喜，在基督教，指天使加百列（嘉俾額爾天使）向聖母瑪利亞告知她将受聖神降孕而誕下聖子耶穌。
聖經記載這一事件發生于聖母瑪利亞的親戚依撒伯爾懷孕六個月之際。聖誕節以及其他節日，也以聖母領報節為根據，3月25日為聖子降孕節，如此推算40周之後的前後一段時間應該就是聖誕節。不過因爲曆法不同，東正教及其他東方教會中這一日子相當于公曆的4月6日或7日。
由于3月25日接近春分（晝夜平分點），因而包括英國在內世界的許多地方將這一天當作新年，稱爲Lady Day。天主教會與東正教會都同意這一事件發生在納匝肋，但對具體地點則有分歧。前者以天主教會聖母領報堂所在位置為準，後者則以希臘正教會聖母領報堂為準。
聖母領報節的起源可以追溯至431年正式宣布瑪利亞為天主之母的厄弗所大公會議時代。在基督教藝術與描繪聖母瑪利亞的藝術作品，這是非常重要的主題，特別是在中世紀與文藝復興時期。

## 聖經記載
聖母領報主要記載於《路加福音》第一章：
|                          | 26到了第六个月，天使加百列奉神的差遣、往加利利的一座城去，这城名叫拿撒勒。27到一个童女那里，是已经许配大卫家的一个人，名叫约瑟，童女的名字叫马利亚。28天使进去，对他说，蒙大恩的女子，我问你安，主和你同在了。29马利亚因这话就很惊慌，又反复思想这样问安是什么意思。30天使对他说，马利亚，不要怕。你在神面前已经蒙恩了。31你要怀孕生子，可以给他起名叫耶稣。32他要为大，称为至高者的儿子。主神要把他祖大卫的位给他。33他要作雅各家的王，直到永远。他的国也没有穷尽。34马利亚对天使说，我没有出嫁，怎么有这事呢。35天使回答说，圣灵要临到你身上，至高者的能力要荫庇你。因此所要生的圣者，必称为神的儿子。36况且你的亲戚以利沙伯，在年老的时候，也怀了男胎。就是那素来称为不生育的，现在有孕六个月了。37因为出于神的话，没有一句不带能力的。38马利亚说，我是主的使女，情愿照你的话成就在我身上。天使就离开他去了。 |
| ——《路加福音》（和合本） | |

|                          | 26到了第六個月，天使加俾額爾奉天主差遣，往加裏肋亞一座名叫納匝肋的城去，27到一位童貞女那裏，她已與達味家族中的一個名叫若瑟的男子訂了婚，童貞女的名字叫瑪利亞。28天使進去向她說：「萬福!充滿恩寵者，上主與你同在!」【在女人中你是蒙祝福的。】29她卻因這話驚惶不安，便思慮這樣的請安有什麽意思。30天使對她說：「瑪利亞，不要害怕，因爲你在天主前獲得了寵幸。31看，你將懷孕生子，並要給他起名叫耶稣。32他將是偉大的，並被稱爲至高者的兒子，上主天主要把他祖先達味的禦座賜給他。33他要爲王統治雅各伯家，直到永遠；他的王權沒有終結。」34瑪利亞便向天使說：「這事怎能成就?因爲我不認識男人。」35天使答複她說：「聖神要臨于你，至高者的能力要庇蔭你，因此，那要誕生的聖者，將稱爲天主的兒子。36且看，你的親戚依撒伯爾，她雖在老年，卻懷了男胎，本月已六個月了，她原是素稱不生育的37因爲在天主前沒有不能的事。」38瑪利亞說：「看，上主的婢女，願照你的話成就于我吧!」天使便離開她去了。 |
| ——《路加福音》（思高本） | |

另一段記載了天使給若瑟的信息的文字，出現在《瑪竇福音》第一章：
|                | 18耶稣基督的誕生是這樣的：他的母親瑪利亞許配于若瑟後，在同居前，她因聖神有孕的事已顯示出來。19她的丈夫若瑟，因是義人，不願公開羞辱她，有意暗暗地休退她。20當他在思慮這事時，看，在夢中上主的天使顯現給他說：「達味之子若瑟，不要怕娶你的妻子瑪利亞，因爲那在她內受生的，是出于聖神。21她要生一個兒子，你要給他起名叫耶稣，因爲他要把自己的民族，由他們的罪惡中拯救出來。」22這一切事的發生，是爲應驗上主藉先知所說的話： 23「看，一位貞女，將懷孕生子，人將稱他的名字爲厄瑪奴耳，意思是：天主與我們同在。24若瑟從睡夢中醒來，就照上主的天使所囑咐的辦了，娶了他的妻子；25若瑟雖然沒有認識她，她就生了一個兒子，給他起名叫耶稣。 |
| ——《瑪竇福音》 | |

## 死海古卷
1947年出土的死海古卷中的Q4Q246部分也同樣記載道（已譯成英文）：
|  | “[X] shall be great upon the earth. O king, all people shall make peace, and all shall serve him. He shall be called the son of the Great God, and by his name shall he be hailed as the Son of God, and they shall call him Son of the Most High.” |

## 相关作品

### 画作
- 圣母领报 (达芬奇)

## 外部連結
- . 北京语言学院出版社. 1994年.

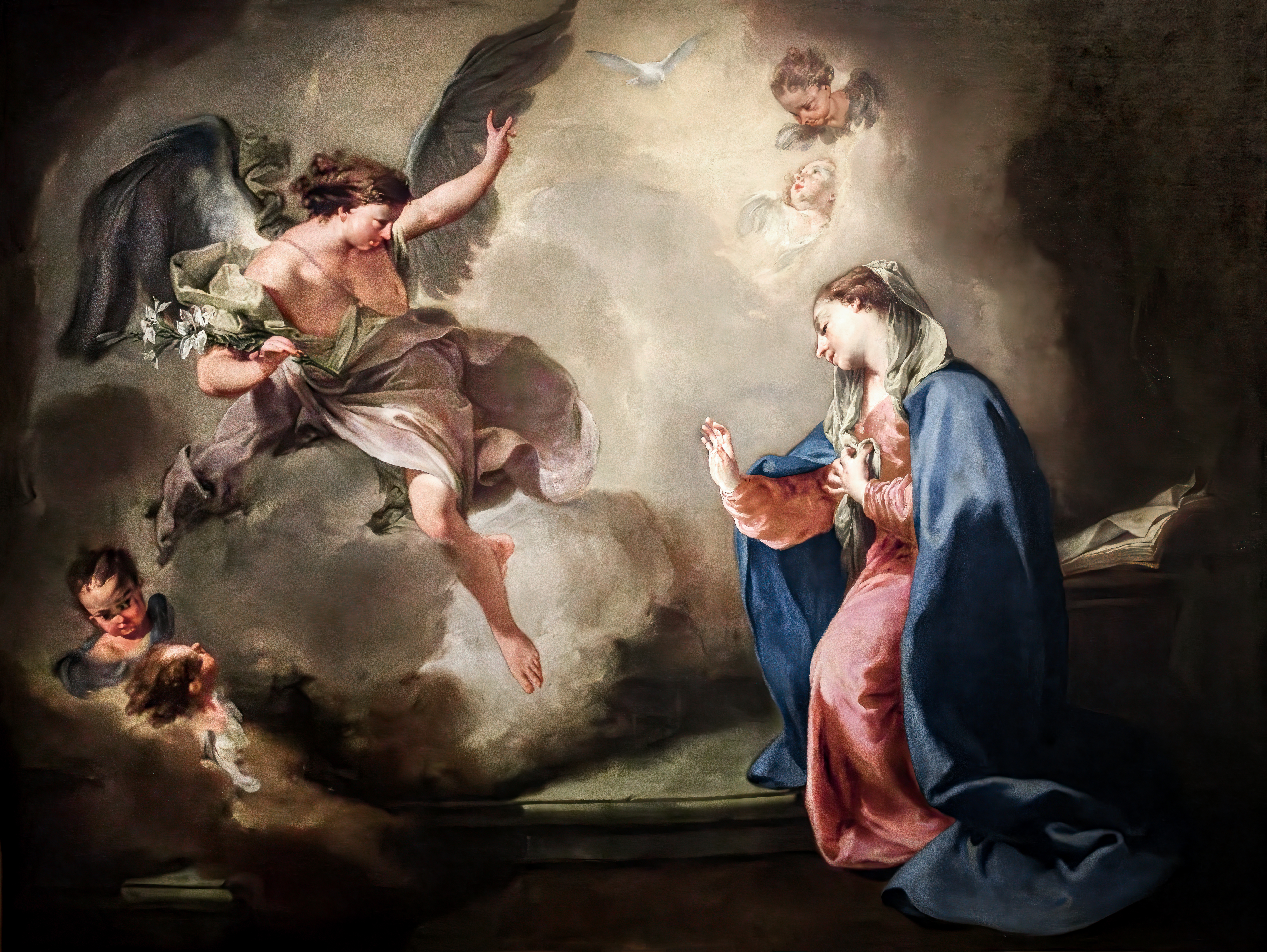
圣母领报 (L'Annunciazione), 1757, ди 詹巴蒂斯塔·皮托尼 (Giovanni Battista Pittoni), 152×205 厘米

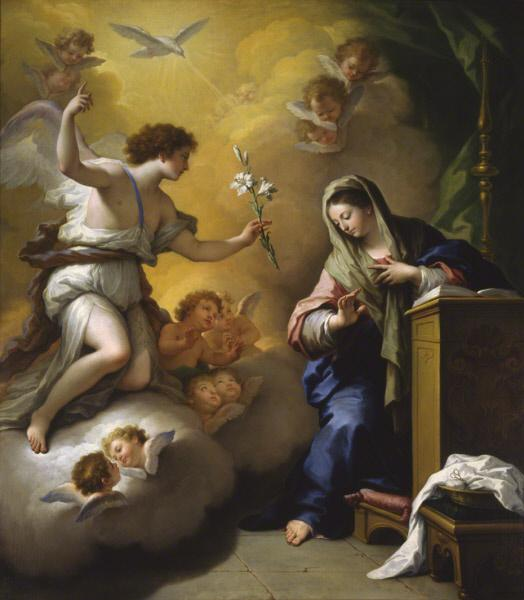
帕罗·德·麦缇斯于1712年所绘的《聖母領報》，天使手中的白色百合象徵聖母的童貞

- The Annunciation Icons (mostly Russian) （页面存档备份，存于）